# Jeff Clarke (soccer, 1977)
Pour les articles homonymes, voir Jeff Clarke et Clarke.
Jeff Clarke, né le 18 octobre 1977 à New Westminster (Canada), est un ancien joueur international canadien de soccer.

## Biographie
Jeff Clarke est présentement le directeur technique du Surrey United Soccer Club.

## Sélections
- 19 sélections et 1 but avec le Canada de 1997 à 2002.